# Pheidole pulchella
Pheidole pulchella är en myrart som beskrevs av Santschi 1910. Pheidole pulchella ingår i släktet Pheidole och familjen myror.

## Underarter
Arten delas in i följande underarter:
- P. p. achantella
- P. p. pulchella